# 时间隧道

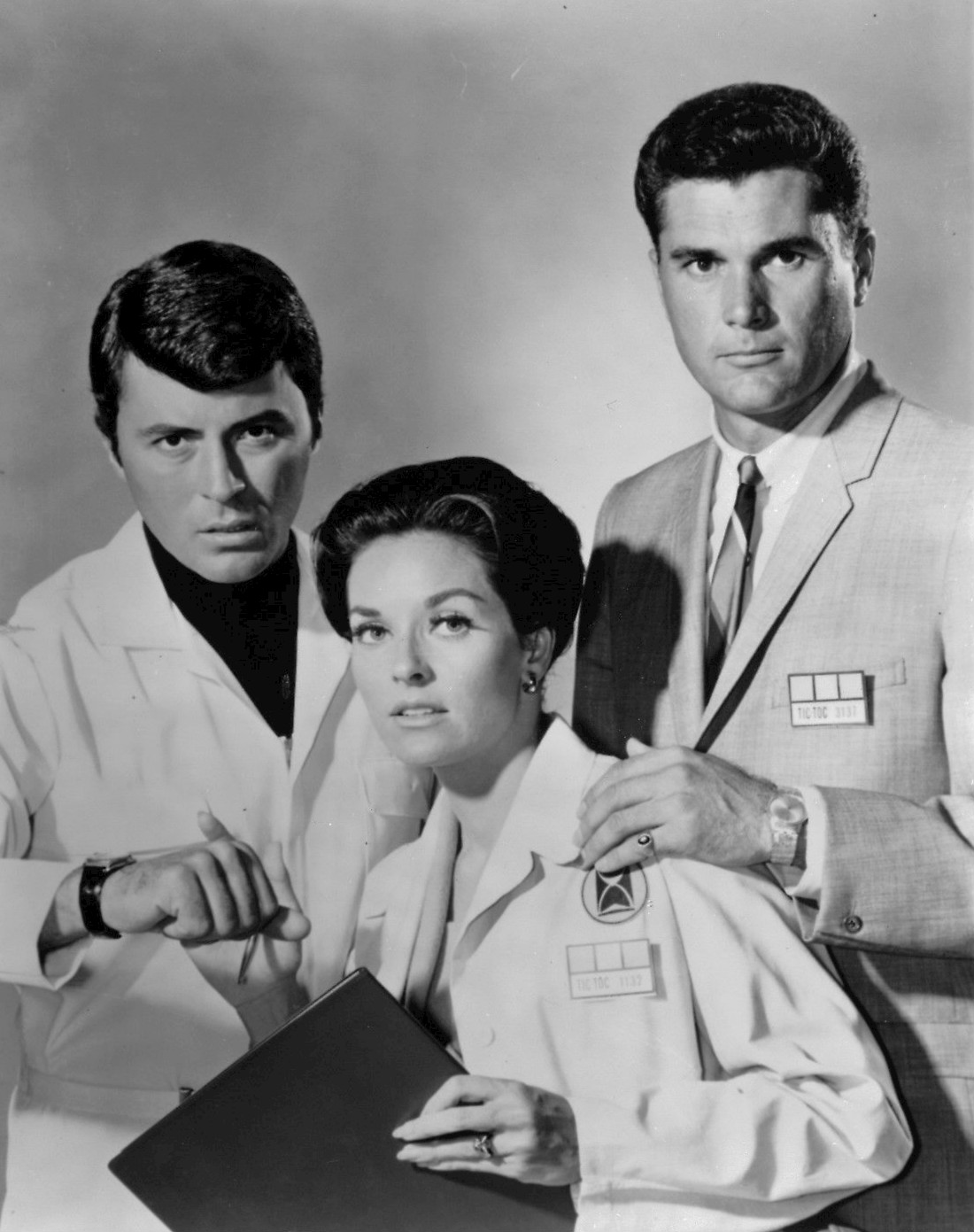
Doctors Newman, McGregor, and Phillips, 1966.

时间隧道是一部1966–1967年间播放的 美国描写时间旅行的彩色科幻电视剧,它是制片人Irwin Allen的第三部科幻电视剧。由20世纪福克斯公司制作，美国由美国广播公司於1966年9月9日至1967年4月7日期間播放，香港由無綫電視於1970年代中期間播放，一共30集。2002年又提出进行重制，但是播放了先行一集就没有了下文。

## 情节
Tic-Toc计划是美国政府制作时间隧道的最机密项目，建成的隧道是一个圆形的通道，基地位于亚利桑纳州的地下，共有800层，住有员工三万六千人。 领导该计划的是Douglas Phillips (Robert Colbert), 海伍德-柯克中将(Whit Bissell)和 Anthony Newman博士 (James Darren)。 其他专家还有Raymond Swain (John Zaremba), 电子专家和Ann MacGregor (Lee Meriwether)，一位电子生物专家。背景发生在1968年。